# بردلی دیالو
بردلی دیالو (انگلیسی: Bradley Diallo؛ زادهٔ ۲۰ ژوئیهٔ ۱۹۹۰) بازیکن فوتبال اهل فرانسه است.
از باشگاه‌هایی که در آن بازی کرده‌است می‌توان به باشگاه فوتبال المپیک مارسی، باشگاه فوتبال لس آنجلس گلکسی، و باشگاه فوتبال اولدهام اتلتیک اشاره کرد.